# 1962 في الهند
فيما يلي قوائم الأحداث التي وقعت خلال عام 1962 في الهند.

## سياسة

### تعيين في المنصب
- 1 يناير – سي إن أنادوراي عضو راجيا سابها [الإنجليزية]‏.
- 13 مايو – ذاكر حسين نائب رئيس الهند.
- 13 مايو – سارفيبالي راذاكريشنان رئيس الهند.
- 31 أكتوبر – جواهر لال نهرو وزير الدفاع الهندي [الإنجليزية]‏.

### انتهاء فترة المنصب
- 12 مايو – راجندرا براساد رئيس الهند.
- 12 مايو – سارفيبالي راذاكريشنان نائب رئيس الهند.
- 14 نوفمبر – جواهر لال نهرو وزير الدفاع الهندي [الإنجليزية]‏.

## مواليد

### يناير
- 17 يناير – كاران كابور ممثل هندي.

### مارس
- 17 مارس – ديريك بيريرا
- 17 مارس – كالبانا تشاولا
- 26 مارس – أركانا بوران سينج ممثلة هندية.

### أبريل
- 3 أبريل – جايا برادا
- 7 أبريل – كوفاي سارالا ممثلة هندية.
- 18 أبريل – بونام ديلون ممثلة هندية.

### مايو
- 21 مايو – موكيش تيواري ممثل هندي.

### يونيو
- 19 يونيو – اشيش فيديارثي ممثل هندي.

### يوليو
- 14 يوليو – غيثا ممثلة هندية.
- 30 يوليو – يعقوب مأمون مجرم هندي.

### أغسطس
- 13 أغسطس – أنيتا راج ممثلة هندية.
- 15 أغسطس – أرجون سارجا ممثل هندي.
- 28 أغسطس – صديق ممثل هندي.

### سبتمبر
- 2 سبتمبر – ناريندرا جها ممثل هندي.
- 26 سبتمبر – شانكي باندي ممثل هندي.

### أكتوبر
- 4 أكتوبر – رجاء محمد ممثلة كويتية.

### نوفمبر
- 22 نوفمبر – راجكومار هيراني مخرج أفلام هندي.
- 30 نوفمبر – عرفان خان ممثل هندي.

## وفيات

### أبريل
- 14 أبريل – السيرم. فيسفسفاريا (مواليد 1860) مهندس هندي.

### نوفمبر
- 28 نوفمبر – ك. ك. داي (مواليد 1893)